# C-Fos
c-FOS ist ein Bestandteil des Transkriptionsfaktors AP-1 und ein Protoonkogen.

## Eigenschaften
Zur gleichen Fos-Proteinfamilie gehören auch FosB, Fra-1 und Fra-2 sowie die kleineren FosB Spleißvarianten FosB2 und ΔFosB. Das Gen gehört zu den Immediate early genes. Das Protein c-Fos bindet an BCL3, COBRA1, CSNK2A1, CSNK2A2, DDIT3, c-Jun NCOA1, NCOR2, RELA, RUNX1, RUNX2, SMAD3 und TBP.
| Overview of signal transduction pathways involved in apoptosis. |

Mutationen im Gen von c-Fos treten bei verschiedenen Tumoren auf. Das Homolog des c-Fos aus Retroviren wird als v-Fos (virales Fos) bezeichnet.